# Coptotriche
Coptotriche är ett släkte av fjärilar som beskrevs av Walsingham 1890. Coptotriche ingår i familjen luggmalar.
Kladogram enligt Dyntaxa:
| Coptotriche | \| \| Coptotriche angusticollella \| \| \| \| \| \| Coptotriche gaunacella \| \| \| \| \| \| Coptotriche heinemanni \| \| \| \| \| \| Coptotriche marginea \| \| \| \| |
|             | \| \| Coptotriche angusticollella \| \| \| \| \| \| Coptotriche gaunacella \| \| \| \| \| \| Coptotriche heinemanni \| \| \| \| \| \| Coptotriche marginea \| \| \| \| |
|             | Tischeria |
|             | |
|             | Coptotriche angusticollella |
|             | |
|             | Coptotriche gaunacella |
|             | |
|             | Coptotriche heinemanni |
|             | |
|             | Coptotriche marginea |
|             | |

|  | Coptotriche angusticollella |
|  |                             |
|  | Coptotriche gaunacella      |
|  |                             |
|  | Coptotriche heinemanni      |
|  |                             |
|  | Coptotriche marginea        |
|  |                             |

## Bildgalleri

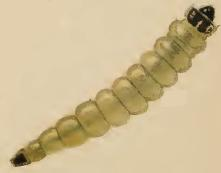
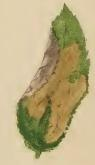
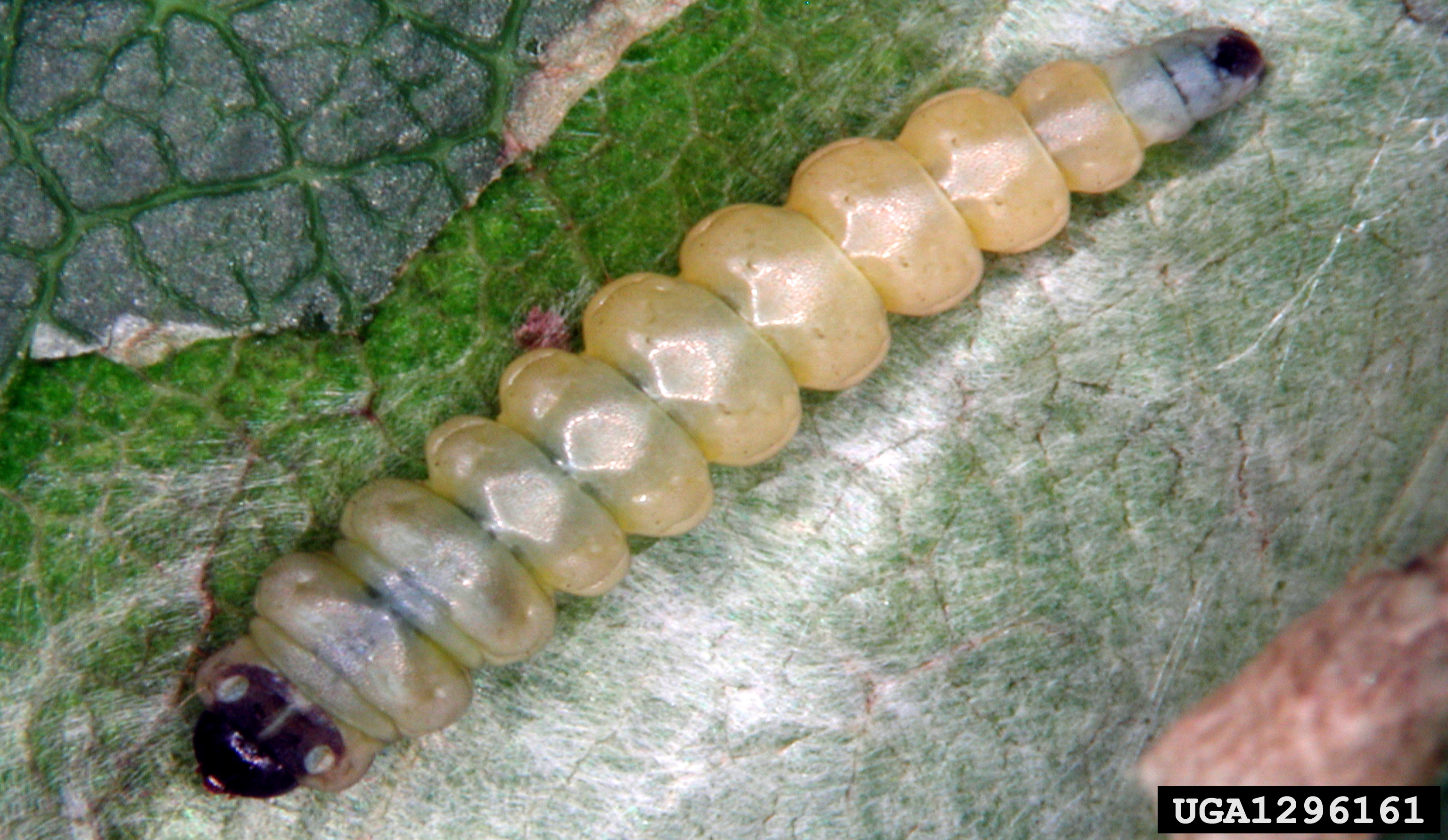
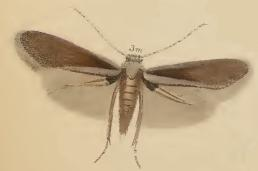
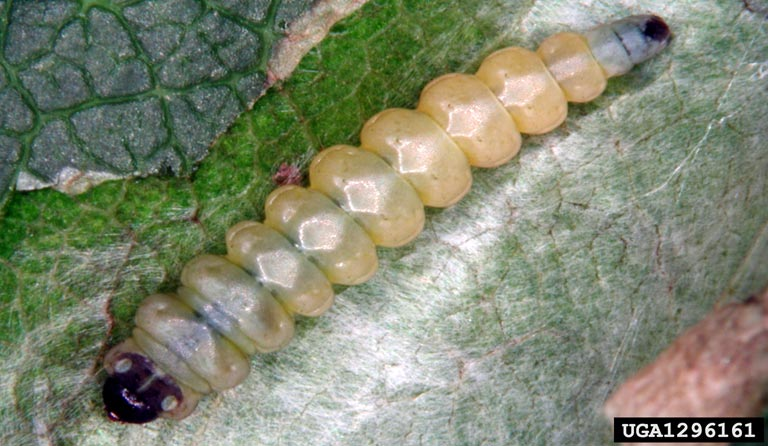
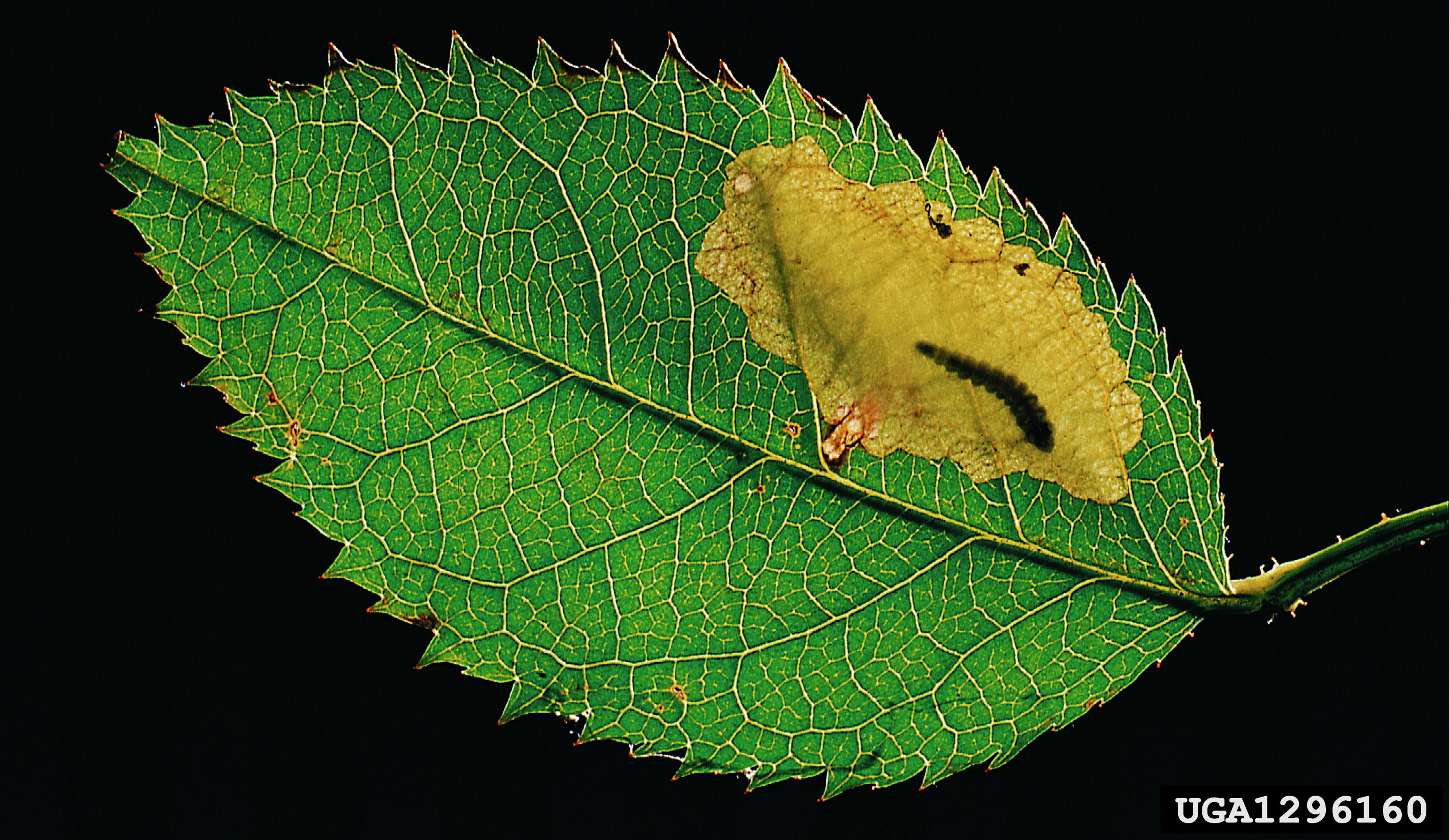